# Tomás Araújo
Tomás Lemos Araújo (Vila Nova de Famalicão, 16 maggio 2002) è un calciatore portoghese, difensore del Benfica.

## Carriera

### Club
Cresciuto nel settore giovanile del Benfica, ha esordito in prima squadra il 15 dicembre 2021, in occasione dell'incontro della Taça da Liga vinto per 3-0 contro il Covilhã. Il 27 febbraio 2022 ha anche esordito in campionato, disputando l'incontro vinto per 3-0 contro il Vitória Guimarães.
Il 28 luglio seguente passa in prestito al Gil Vicente.

### Nazionale
Dopo avere rappresentato tutte le nazionali giovanili portoghesi dalll'under-15 all'under-21, il 18 novembre 2024 debutta con la nazionale maggiore nella gara pareggiata per 1-1 in Nations League in casa della Croazia.

## Statistiche

### Presenze e reti nei club
Statistiche aggiornate al 30 settembre 2022.
| Stagione        | Squadra         | Campionato      | Campionato | Campionato | Coppe nazionali | Coppe nazionali | Coppe nazionali | Coppe continentali | Coppe continentali | Coppe continentali | Altre coppe | Altre coppe | Altre coppe | Totale | Totale |
| Stagione        | Squadra         | Comp            | Pres       | Reti       | Comp            | Pres            | Reti            | Comp               | Pres               | Reti               | Comp        | Pres        | Reti        | Pres   | Reti   |
| --------------- | --------------- | --------------- | ---------- | ---------- | --------------- | --------------- | --------------- | ------------------ | ------------------ | ------------------ | ----------- | ----------- | ----------- | ------ | ------ |
| 2020-2021       | Benfica B       | LdH             | 27         | 1          |                 | -               | -               |                    | -                  | -                  |             | -           | -           | 27     | 1      |
| 2021-2022       | Benfica B       | LdH             | 21         | 2          |                 | -               | -               |                    | -                  | -                  |             | -           | -           | 21     | 2      |
| 2021-2022       | Benfica         | PL              | 3          | 0          | CP+CdL          | 0+1             | 0               | UCL                | 0                  | 0                  |             | -           | -           | 4      | 0      |
| 2022-2023       | Gil Vicente     | PL              | 4          | 0          | CP+CdL          | 0               | 0               | UECL               | 2                  | 0                  |             | -           | -           | 6      | 0      |
| Totale carriera | Totale carriera | Totale carriera | 55         | 3          |                 | 1               | 0               |                    | 2                  | 0                  |             | -           | -           | 58     | 3      |

### Cronologia presenze e reti in nazionale
| Cronologia completa delle presenze e delle reti in nazionale ― Portogallo | Cronologia completa delle presenze e delle reti in nazionale ― Portogallo | Cronologia completa delle presenze e delle reti in nazionale ― Portogallo | Cronologia completa delle presenze e delle reti in nazionale ― Portogallo | Cronologia completa delle presenze e delle reti in nazionale ― Portogallo | Cronologia completa delle presenze e delle reti in nazionale ― Portogallo | Cronologia completa delle presenze e delle reti in nazionale ― Portogallo | Cronologia completa delle presenze e delle reti in nazionale ― Portogallo |
| Data                                                                      | Città                                                                     | In casa                                                                   | Risultato                                                                 | Ospiti                                                                    | Competizione                                                              | Reti                                                                      | Note                                                                      |
| ------------------------------------------------------------------------- | ------------------------------------------------------------------------- | ------------------------------------------------------------------------- | ------------------------------------------------------------------------- | ------------------------------------------------------------------------- | ------------------------------------------------------------------------- | ------------------------------------------------------------------------- | ------------------------------------------------------------------------- |
| 18-11-2024                                                                | Spalato                                                                   | Croazia                                                                   | 1 – 1                                                                     | Portogallo                                                                | UEFA Nations League 2024-2025 - 1º turno                                  | -                                                                         | 63’                                                                       |
| Totale                                                                    |                                                                           | Presenze                                                                  | 1                                                                         |                                                                           | Reti                                                                      | 0                                                                         |                                                                           |

## Palmarès

### Club

#### Competizioni nazionali
- Coppa di Lega portoghese: 1

Benfica: 2024-2025
- Supercoppa di Portogallo: 1

Benfica: 2025